# Calciumdisulfit
Calciumdisulfit (CaS2O5) auch bekannt als Calciumetabisulfit und Calciumpyrosulfit, ist das Calciumsalz der in freier Form nicht stabilen dischwefligen Säure. Das weiße Pulver erscheint in Stücken weiß bis leicht gelblich. Calciumdisulfit wurde vor allem als Lebensmittelzusatzstoff (E225) eingesetzt und entsteht in großen Mengen bei der Rauchgasentschwefelung. Das Disulfit wird häufig mit dem chemisch verwandten Bisulfit (Hydrogensulfit) verwechselt.

## Eigenschaften
Calciumdisulfit besitzt eine schwache, ungewöhnlich lange Schwefel-Schwefel-Bindung. Die Verbindung kann aufgefasst werden als Addukt der Lewis-Säure SO2 an die Lewis-Base SO3-.
Das Verhalten in wässriger Lösung ist aufgrund der Gleichgewichte dem Hydrogensulfit und Sulfit sehr ähnlich.
Unter sauren Bedingungen spaltet die Verbindung Schwefeldioxid ab:
{\displaystyle \mathrm {CaS_{2}O_{5}\ +\ 2\ HCl\ \rightarrow \ \ CaCl_{2}\ +\ 2\ SO_{2}\ +\ H_{2}O} }
Aufgrund der schwachen Schwefel-Schwefel-Bindung neigt Calciumdisulfit zur thermischen Zersetzung in Calciumsulfit und SO2.

## Darstellung
Die Löslichkeit der Pyrosulfite ist im Allgemeinen geringer als die der Hydrogensulfite. Hydrogensulfite neigen zur Dimerisierung bzw. zur Addition von SO2, sodass das Gleichgewicht in alkalischer Lösung zugunsten des Pyrosulfites verschoben werden kann. Dazu kann SO2 in eine gesättigte  Calciumhydrogensulfit-Lösung eingeleitet werden, wobei Calciumdisulfit ausfällt.

## Verwendung
Calciumdisulfit entsteht in großen Mengen als Abfallprodukt der Rauchgasentschwefelung. Dabei wird auf Basis von Calciumoxid SO2 abgeschieden. Das entstehende Calciumdisulfit kristallisiert mäßig und ist teilweise oxidiert.
Calciumdisulfit wurde aufgrund seiner reduktiven Eigenschaften vor allem als konservierender  Lebensmittelzusatzstoff (E225) eingesetzt, hat aber diesbezüglich seine Bedeutung und in der Folge auch innerhalb der EU seine Zulassung verloren. Die Verbindung wurde unter anderem zur Konservierung von Kokosnussfleisch und sauren Gurken verwendet.
Es existieren Patente die Calciumdisulfit als Katalysator für Indolsynthesen beschreiben.